# Nucras scalaris
Nucras scalaris — вид ящірок родини ящіркових (Lacertidae). Ендемік Анголи.

## Поширення і екологія
Nucras scalaris відомі за кількома зразками, зібраними в ангольських провінціях Південна Лунда і Біє. Вони живуть в лісистих саванах міомбо.